# 구로구 을 (1988년 선거구)
구로구 을은 대한민국의 옛 국회의원 선거구이다. 당시 서울특별시 구로구의 일부 지역을 관할했다.

## 역사
제13대 국회의원 선거를 앞두고 구로구 선거구가 갑, 을로 분구되면서 신설되었다. 신설 당시 가리봉1~3동, 독산1~4동과 독사본동, 시흥1~5동과 시흥본동을 관할했다.
제14대 국회의원 선거를 앞두고 구로구의 인구가 상한선을 초과하며 구로구 병이 신설되었다. 이에 구로구 을의 일부 지역이 구로구 병 지역으로 넘어갔다.
1995년, 구로구에서 금천구가 분리되었다. 이때 구로구 을에 해당하는 전 지역이 신설되는 금천구에 포함되었다. 이에 구로구 을 선거구가 제15대 국회의원 선거를 앞두고 신설되는 금천구 선거구를 이루게 되면서 폐지되었다.

## 관할 구역
| 대수 | 관할 구역 |
| ---- | --- |
| 13대 | 구로구 가리봉1동, 가리봉2동, 가리봉3동, 독산1동, 독산2동, 독산3동, 독산4동, 독산본동, 시흥1동, 시흥2동, 시흥3동, 시흥4동, 시흥5동, 시흥본동 |
| 14대 | 구로구 독산본동, 독산2동, 독산3동, 독산4동, 시흥본동, 시흥1동, 시흥2동, 시흥3동, 시흥4동, 시흥5동                                           |

## 역대 국회의원
| 선거   | 정당 | 정당         | 의원   |
| ------ | ---- | ------------ | ------ |
| 1988년 |      | 신민주공화당 | 유기수 |
| 1992년 |      | 민주당       | 이경재 |

## 역대 선거 결과

### 대한민국 제13대 국회의원 선거
|  | 29.59% |

|  | 27.89% |

|  | 19.34% |

|  | 12.03% |

|  | 4.11% |

|  | 3.57% |

|  | 2.24% |

|  | 0.65% |

|  | 0.53% |

### 대한민국 제14대 국회의원 선거
|  | 30.94% |

|  | 23.45% |

|  | 20.40% |

|  | 13.80% |

|  | 11.38% |